# Reverso (base di dati)
Reverso è una base di dati e sito web di traduzioni francese.

## Storia
Reverso è attivo dal 1998 e si pone l'obiettivo di fornire strumenti linguistici e di traduzione online al mercato aziendale e di massa. Nel 2013 lanciò il dizionario Reverso Context, basato sui big data e algoritmi di apprendimento automatico. Nel 2016 Reverso acquisì Fleex, un servizio per l'apprendimento dell'inglese tramite film sottotitolati.